# Aimé Dossche
Aimé Dossche (Landegem, Nevele, 28 de março de 1902-30 de outubro de 1985) foi um ciclista belga que foi profissional entre 1924 e 1933. Durante sua carreira profissional conseguiu 11 vitórias, entre elas 3 etapas no Tour de France e três edições do Campeonato de Flandres.

## Palmarés
- 1924
  - 1.º na Paris-Cambrai
- 1925
  - 1.º no Campeonato de Flandres
- 1926
  - Vencedor de 2 etapas ao Tour de France
- 1927
  - 1.º em Mere
- 1928
  - 1.º no Campeonato de Flandres
  - 1.º em Erembodegem
  - 1.º no Critérium da Xampanya
- 1929
  - 1.º na Paris-Cambrai
  - Vencedor de uma etapa ao Tour de France
- 1931
  - 1.º no Campeonato de Flandres

### Resultados no Tour de France
- 1926. 15.º da classificação geral. Vencedor de 2 etapas
- 1929. Abandona (12.ª etapa). Vencedor de uma etapa. Leva a camisola amarela durante 3 etapas
- 1930. 12.º da classificação geral